# كريستوفر دويل
كريستوفر دويل (بالإنجليزية: Christopher Doyle)‏ (و. 1952 – م) هو مخرج سينمائي، ومصور سينمائي، وممثل من أستراليا . ولد في سيدني.

## التعليم
تعلم في الجامعة الصينية في هونغ كونغ

## روابط خارجية
- كريستوفر دويل على موقع IMDb (الإنجليزية)
- كريستوفر دويل على موقع الموسوعة البريطانية (الإنجليزية)
- كريستوفر دويل على موقع قاعدة بيانات الأفلام العربية
- كريستوفر دويل على موقع ألو سيني (الفرنسية)
- كريستوفر دويل على موقع أول موفي (الإنجليزية)
- كريستوفر دويل على موقع بوكس أوفيس موجو (الإنجليزية)
- كريستوفر دويل على موقع قاعدة بيانات الأفلام السويدية (السويدية)
- كريستوفر دويل على موقع قاعدة بيانات الفيلم (الإنجليزية)
- كريستوفر دويل على موقع كينوبويسك (الروسية)